# Bulbinella angustifolia
Bulbinella angustifolia là một loài thực vật có hoa trong họ Thích diệp thụ. Loài này được (Cockayne & Laing) L.B.Moore miêu tả khoa học đầu tiên năm 1964.